# Blender (álbum)
Blender es el quinto álbum de estudio de Collective Soul, banda estadounidense de rock alternativo, lanzado en el año 2000. Este trabajo es considerado por muchos el más orientado al pop hasta la fecha. Incluye el exitoso sencillo, "Why, Pt.2", además de "Perfect Day" grabada junto a Elton John. 

## Lista de canciones
- Todas las canciones escritas por Ed Roland, excepto las señaladas.

1. «Skin» – 3:08
2. «Vent» – 3:13
3. «Why, Pt. 2» – 3:37
4. «10 Years Later» – 3:21
5. «Boast» – 3:39
6. «Turn» – 3:39
7. «You Speak My Language» (Mark Sandman) – 3:24
8. «Perfect Day» con Elton John – 3:48
9. «After All» – 3:44
10. «Over Tokyo» – 3:48
11. «Happiness» – 3:32

## Posicionamiento

### Álbum
| Año  | Listas            | Posición |
| ---- | ----------------- | -------- |
| 2000 | The Billboard 200 | 22       |